# AjaxSketch
AjaxSketch ist ein freies vektorbasiertes Grafik- und Zeichenprogramm, das wie auch vergleichbare auf der Ajax-Technologie-basierende Applikationen komplett im Browser läuft. Das Programm kann ohne Installation genutzt werden.

## Programmgeschichte
Das Projekt wurde von MP3.com-Gründer Michael Robertson initiiert, der bereits AjaxWrite veröffentlicht hat und eine Konkurrenz zum Microsoft Office aufbauen will.
Laut Presse soll nach und nach (jede Woche) eine weitere neue Applikation, etwa eine Tabellenkalkulation oder Präsentationssoftware freigegeben und öffentlich zugänglich gemacht werden. AjaxSketch war die zweite nach AjaxWrite freigegebene Applikation.

## Voraussetzungen
Für AjaxSketch benötigt man Mozilla Firefox ab Version 1.5. Das Programm läuft dann unter Windows, Linux und Mac OS X. Weitere Browser sollen nach und nach unterstützt werden.

## Funktionsumfang
AjaxSketch öffnet und speichert SVG-Dateien, die sich dann auch mit anderen Vektorzeichenprogrammen wie etwa Adobe Illustrator, Inkscape oder Macromedia Freehand bearbeiten lassen.
Zahlreiche der Menüpunkte sind noch nicht aktiv, was bereits geht, ist das Zeichnen von Formen, Objekte können gedreht werden, außerdem lässt die Hintergrund- und Stiftfarbe sowie die Deckkraft der einzelnen Objekte ändern. Ein echtes Vektorzeichenprogramm liegt aber mit AjaxSketch noch nicht vor, darauf weist auch die Versionsnummer hin. Ein Erscheinungstermin für die Version 1.0 ist momentan noch nicht bekannt.

## AjaxWrite und andere vergleichbare Programme
Neben den Textverarbeitungen AjaxWrite, Writeboard und Writely gehen momentan eine ganze Reihe von Programmen online, die die Ajax-Technologie nutzen. So etwa auch iRows und Num Sum, Tabellenkalkulationen, die ebenso wie Writely online zugänglich sind und serverbasiert arbeiten.